# Commission du marché intérieur du Parlement
La Commission du marché intérieur du Parlement est une commission du Parlement européen, actuellement (2013)  présidée par Malcolm Harbour (anglais, du parti conservateur,du Groupe des Conservateurs et Réformistes européens), assisté de 3 vice-président(e)s (dont la française Bernadette Vergnaud.
Elle vise à entretenir un bon fonctionnement du marché européen unique et a pris l'initiative de l'adoption de l'Acte pour le marché unique dans le but de relancer ce dernier.  

## Compétences
Les élus de cette commission sont chargés de 
1. la coordination, sur le plan communautaire, des législations nationales dans le domaine du marché intérieur ; 
l’Union douanière, notamment en ce qui concerne : 
- « la libre circulation des marchandises, en ce compris l’harmonisation des normes techniques » ; 
- « la liberté d'établissement » ; 
- la « libre prestation des services » (hors secteur financier et postal).
2. produire des mesures visant à « identifier et à éliminer les « entraves » potentielles au fonctionnement du marché intérieur » ;
3. promouvoir « la protection des intérêts économiques des consommateurs, à l'exception des questions relatives à la santé publique et à la sécurité alimentaire, dans le cadre de la mise en place du marché intérieur ».